# Mizzi Palme
Maria „Mizzi“ Palme (* 1881; † 30. Jänner 1907 in Wien, Österreich-Ungarn) war eine österreichische Schauspielerin und Chansonnière.

## Leben und Karriere
Bereits im Jahre 1895 wurde die damals 14-Jährige am heute nicht mehr existierenden Carltheater engagiert, trat in kleinen Rollen jedoch auch am Deutschen Volkstheater, dem heutigen Volkstheater in Wien, auf. Ab 1899 war sie zudem Mitglied des Theaters in der Josefstadt. Der österreichische Journalist und Schriftsteller Stefan Großmann schrieb in Die Schultern der Mizzi Palme und andere Texte, einem Werk, das erst im Jahre 1995 und damit 60 Jahre nach dem Tod Großmanns veröffentlicht wurde, über Mizzi Palme, eine junge Frau, die an einem Sommertag am Bahnsteig Peter Altenberg begegnete, der seine Augen nicht mehr von der jungen Schönheit lassen konnte. Weiters schreibt Großmann in seinem Werk, dass Altenberg kurzzeitig die nackten Schultern und den Nacken der jungen Schauspielerin sehen konnte, als diese in der Wartehalle des Bahnhofes ihre Bluse wechselte. Am 30. Jänner 1907 starb Palme im Alter von 25 bzw. 26 Jahren in Wien. Die Beerdigung fand am 1. Februar 1907 am Wiener Zentralfriedhof (Gruppe 54, Reihe 9, Nummer 13) statt; das Grab existiert heute (Stand: 2023) nicht mehr. Im Bildarchiv der Österreichischen Nationalbibliothek existieren einige Porträts von Palme.